# Führen und Wirtschaften im Krankenhaus
Führen und Wirtschaften im Krankenhaus (F & W) (eigene Schreibweise: f&w führen und wirtschaften im Krankenhaus) ist ein Magazin für Krankenhäuser und Rehakliniken. Es richtet sich an Geschäftsführer, Vorstände, Direktoren und weitere Führungskräfte in diesem Bereich. f&w erschien ab 1984 zunächst alle zwei Monate, seit 2014 monatlich im Bibliomed Verlag in Melsungen.
Inhaltliche Schwerpunkte der Fachzeitschrift sind
- Gesundheitspolitik
- Krankenhausfinanzierung
- Controlling
- Personal
- Klinik-IT, E-Health und Digitalisierung im Krankenhaus

Das Fachmagazin ist Organ des Bundesverbandes Deutscher Privatkliniken (BDPK), des Deutschen Vereins für Krankenhaus Controlling e.V. (DVKC) und des Bundesverbandes der Beschaffungsinstitutionen in der Gesundheitswirtschaft Deutschland e.V. (BVBG).
Verantwortlicher Chefredakteur ist seit August 2019 Florian Albert.